# Peromyia upupoides
Peromyia upupoides är en tvåvingeart som beskrevs av Jaschhof 1997. Peromyia upupoides ingår i släktet Peromyia och familjen gallmyggor. Arten är reproducerande i Sverige. Inga underarter finns listade i Catalogue of Life.